# 曹逸飞
曹逸飞（1988年5月20日—），祖籍四川南充，出生于河南焦作，中国国家射击队成员。

## 战绩
2000年，曹逸飞进入四川省南充市射击队，2002年进入四川省射击队。2005年10月，他在第十届全运会男子50米步枪卧射决赛中，以702.7环的成绩获得金牌。同年11月，进入国家射击队。2007年8月，射击奥运拔赛男子10米气步枪决赛，曹逸飞以597环的成绩获得冠军。2008年3月，射击奥运组队选拔赛男子10米气步枪的比赛中，曹逸飞和林云竞争并以曹逸飞微弱优势获胜，获得了北京奥运会的参赛资格。5月，国际射联世界杯意大利站男子10米气步枪比赛，曹逸飞以700.9环的总成绩获得银牌。8月，他在北京奥运会射击男子10米气步枪资格赛被淘汰。
2009年3月，国家步手枪射击队世界杯选拔赛，曹逸飞以1269.7环的总成绩获得男子步枪3X40的第一。4月，国际射联世界杯系列赛韩国站男子10米气步枪比赛，曹逸飞以资格赛595环、决赛103.6环的成绩获得第二。2010年3月，射击世界杯澳大利亚悉尼站，他以698.8环的总成绩获得男子十米气步枪冠军。11月，广州亚运会射击男子10米气步枪团体赛上，曹逸飞与朱启南、俞继康搭档，以1784环的总成绩获得冠军。
2013年7月，在俄罗斯喀山举行的第27届世界大学生夏季运动会射击男子团体10米气步枪比赛中，曹逸飞与刘志国、刘立龙搭档，以1877.8环的总成绩获得冠军。2014年9月，射击世锦赛男子10米气步枪团体赛，曹逸飞与刘天佑、杨浩然合作，以1886.5环成绩夺得冠军。9月23日，仁川亚运会男子10米气步枪团体赛，曹逸飞与杨浩然、刘天佑合作以1886.4环的总成绩获得冠军；在随后进行的个人赛中，他以208.9环的成绩获得亚军。9月27日，射击比赛男子50米步枪三种姿势团体决赛，曹逸飞与朱启南、康宏伟合作，以3502环的成绩获得冠军；并在随后的个人赛中终以455.5环获得冠军。
2015年8月10日，在阿塞拜疆加巴拉举行的射击世界杯男子10米气步枪决赛中，曹逸飞以207.4分的总成绩获得金牌。2016年3月3日，射击世界杯泰国站男子10米气步枪比赛中，曹逸飞以207.6环获得银牌。4月20日，国际射联射击世界杯里约热内卢站暨里约奥运会射击测试赛男子10米气步枪，曹逸飞以206环的成绩获得银牌，从而获得里约奥运会参赛资格。8月7日，里约奥运会男子10米气步枪资格赛中，他以625.5环名列第九，无缘决赛；8月12日，他在50米步枪卧射项目中，成绩620.8名列30位，未能晋级决赛。2017年5月，2017赛季国际射击联合会射击世界杯德国站男子10米气步枪比赛中，他以627.4环成绩位列第9名，无缘决赛。